# Gran Muralla Verda del Sàhara i el Sahel

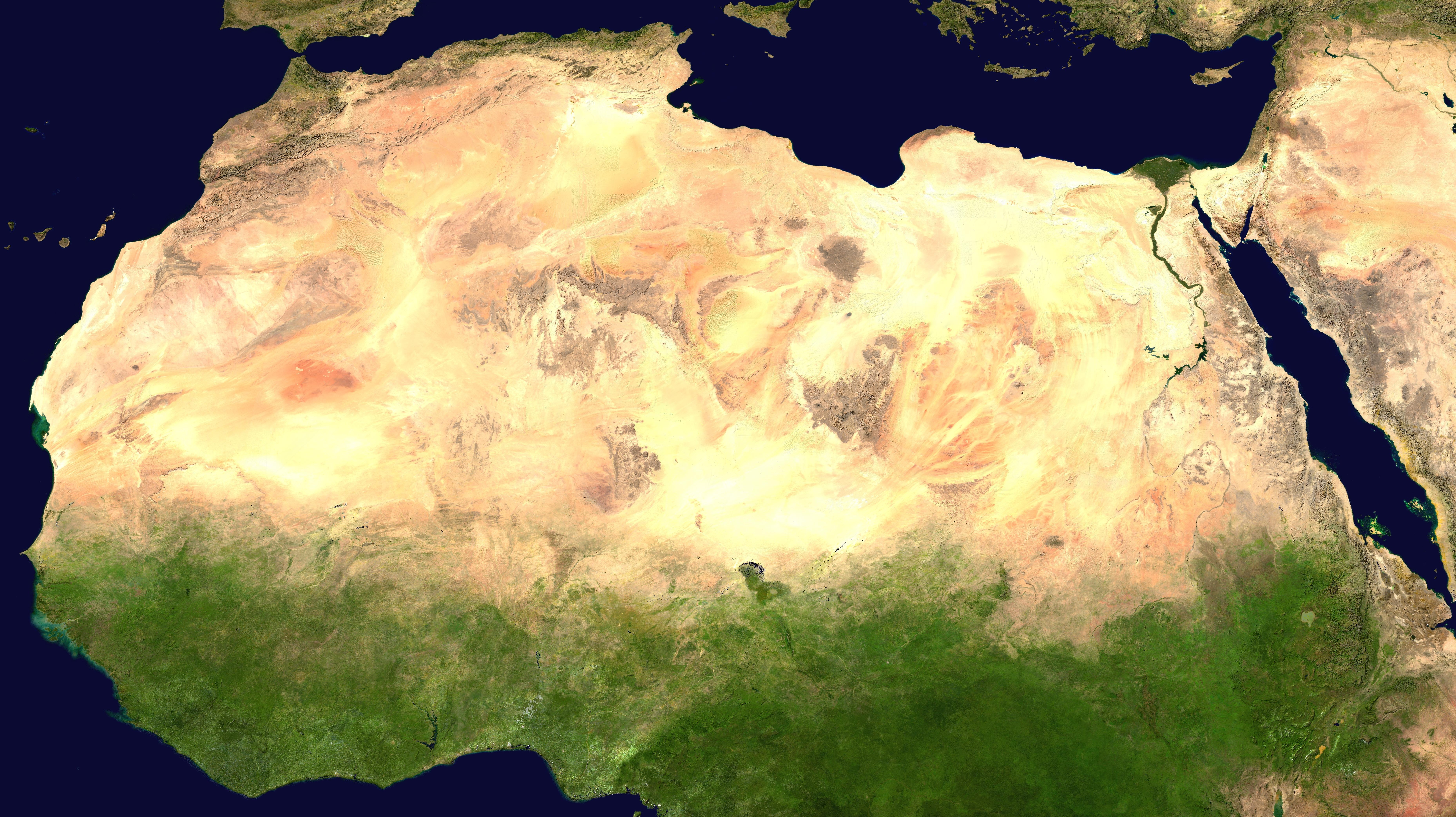
Fotografia via satèl·lit del Sàhara

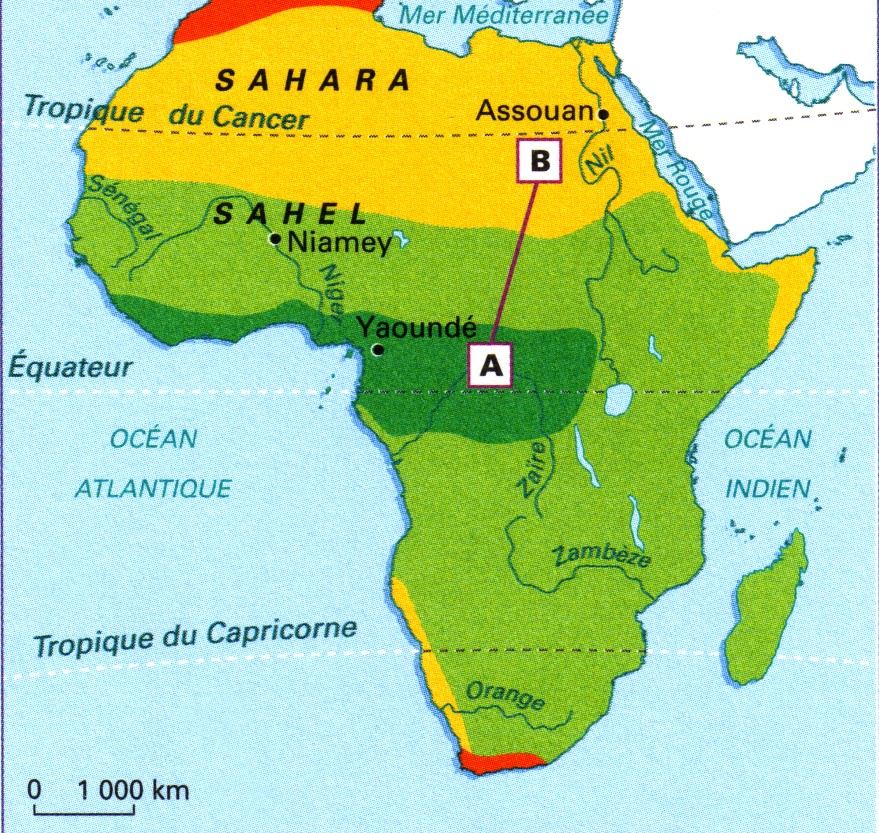
Mapa del Sahara i del Sahel (Àfrica)

La Gran Muralla Verda o Gran Muralla Verda del Sàhara i el Sahel (en anglès, Great Green Wall, i en francès, Grande Muraille Verte pour le Sahara et le Sahel) és una iniciativa insígnia d'Àfrica per ajudar a combatre els efectes del canvi climàtic i la creixent desertització. Liderada per la Unió Africana, la iniciativa pretén transformar la vida de milions de persones creant un mosaic de paisatges verds i productius a tot el nord d'Àfrica, el Sahel i la Banya d'Àfrica.
El 2007 la Unió Africana va llançar oficialment un programa sota el nom de la "Gran Muralla Verda de Sàhara i el Sahel". L'objectiu, més ampli, era revertir la degradació de la terra i la desertificació per ajudar les comunitats locals de 14 països a adaptar-se al canvi climàtic i protegir la seva seguretat alimentària. I la visió d'un mur d'arbrat de 15 quilòmetres d'ample també s'eixampla a poc a poc. Ja no és literal. Perquè no es tracta només de plantar una monumental defensa forestal i recuperar arbres. És, sobretot, un programa de desenvolupament rural a les zones frontereres amb el Sàhara els mètodes ja s'exporten a llocs com Haití o Fiji. Des de l'any 2008 l'Agència senegalesa de la Gran Muralla Verda es va instal·lar a Widou per emprendre aquest monumental projecte.
L'any 2010 onze països africans, reunits en una primera cimera sobre el tema, van recordar a N'Djamena, al Txad, el seu compromís de desenvolupar una gran franja o Gran Muralla Verda que, a llarg termini, hauria de frenar l'avanç del desert. Aquesta ampla franja de verd seguirà una ruta de més de 7.100 km entre Dakar i Djibouti per aquests onze estats (Senegal, Mauritània
, Mali, Burkina Faso, Níger, Nigèria, Txad, Sudan, Etiòpia, Eritrea i Djibouti).
Des del 2018 ja s'ha començat a comprovar que el Sàhara, el desert més gran del món després de l'Antàrtida i l'Àrtida, havia augmentat de mida un 10 per cent durant el segle passat. Aquesta expansió es deu a una combinació de canvis climàtics provocats per l’home i cicles climàtics naturals, amb la major part del canvi a les vores nord i sud del desert. Una iniciativa completament liderada per Àfrica, la Gran Muralla Verda busca fer créixer una meravella natural de 8.000 km a tota l’amplitud d’Àfrica. Des del 2007, s'han plantat milions d'arbres a l'extrem sud del desert del Sàhara, amb milions més per acabar. Nigèria, Senegal, Burkina Faso i Etiòpia han vist fins ara els guanys més significatius a la regió del Sahel. S'han plantat més de 17 milions d'arbres a Burkina Faso, la qual cosa equival a una superfície d'uns 31.000 acres. Nigèria ha vist restaurades més de 12 milions d’acres de terra degradada, mentre que el Senegal i Etiòpia han tingut nivells d’èxit similars. Combatent la desertificació a la zona, les regions han començat a veure augmentades les precipitacions, així com espais agrícoles més resistents i fèrtils.